# まこみな
まこみなは、まことみなみからなる、日本の女性二人組ユニット。福島県郡山市出身。SNSの「MixChannel」（ミックスチャンネル）に投稿したダンス動画で女子中高生の人気を集める。

## 概要
同じ高校に通っていたまことみなみが、動画投稿アプリ「MixChannel」（ミックスチャンネル）に投稿したダンス動画が女子中高生に人気になった。まこみなのダンスは、二人で踊る上半身のみの簡単な動きのダンスで、「双子ダンス」と呼ばれる。特に、2015年4月に投稿した『GOOD LUCKY!!!!!』（GReeeeNとベッキーのコラボユニット「グッキー」の曲）の双子ダンスが有名になり、これを真似した「踊ってみた」動画が次々と投稿され、「グッキーダンス」ブームの火付け役となった。これをきっかけにメディアにも取り上げられるようになり、MixChannelの動画総再生回数は1億回に達した。
双子ダンスを始めたのは、ツイキャスで「まこみなポーズ」という決めポーズを視聴者と一緒に作った際に、ポーズを楽しく覚えてもらうために、好きな曲に自由な振り付けをしてMixChannelに投稿したことがきっかけ。動画撮影は、やりたいときに自由にやっているという。動画の編集はまこが行なっている。
ファンは「まこみなーず」と呼ばれる。この呼び方も、ツイキャスで視聴者とともに決めた。
2016年7月にユニバーサルミュージックから配信シングルでメジャーデビューした。PV出演や番組MCなどの機会が増え、自分たちがどういうジャンルなのか（アイドルか、タレントか等）については、「『いろんなことに挑戦していきたい！』とは、いつも考えているんです。」「いろいろやります！まこみなです！って感じですかね（笑）」とインタビューで話している。
地元福島への愛着が非常に強い。

## メンバー
まこ
別名義：まこち。生年月日1998年2月6日（27歳）。血液型はA型。身長は155cm。5歳の頃からピアノを習っていた。投稿動画ではギターも披露している。憧れの人物は水原希子。2024年4月よりM-YOU所属。夫は東海オンエアのとしみつ。
みなみ
別名義：長谷川みなみ。生年月日1998年1月7日（27歳）。血液型はB型。身長は157cm。特技は初対面の人とすぐ打ち解けること。憧れの人物は石原さとみ。クレヨンしんちゃんが好き。チャームポイントはめがね（視力は悪くなく、伊達メガネである）。and-b production所属。

## 略歴
まことみなみは中学3年のときに塾が同じだったが顔と名前を知っている程度だった。高校1年で同じクラスになり、みなみがまこに声をかけ、一緒に遊ぶようになった。高校1年と2年の間の春休みに、喧嘩をし、全く連絡を取らなくなった時期があったが、これを乗り越えたことが今のまこみなに繋がったと、後に二人が振り返っている。
2014年5月17日、二人で初めてMixChannelに投稿した（MONGOL800の『小さな恋のうた』のハモり）。
2015年2月4日、MixChannelにまこみなポーズダンスと称して『Sugarless GiRL』を投稿した。これが一番初めに投稿した双子ダンスだった。4月2日、MixChannelに『GOOD LUCKY!!!!!』を投稿すると、カバー動画が次々に投稿され、人気に火が付いた。12月にはテレビCM出演を開始、翌2016年2月にフォトブックを発売するなど、芸能活動も始めた。
2016年春、高校を卒業し、二人とも進学し上京した。
2016年7月6日、ユニバーサルミュージックから配信シングル「キミがいてよかった」でメジャーデビュー。7月18日、JOL原宿でファンイベント「まこみなパーティー」を開催。10月12日、1stシングル「てをつなごうよ」をリリースし、同日にJOL原宿で記念イベント「まこみなの森」を開催した。
2016年12月から、みなみが体調不良により休業した。翌2017年5月7日に復帰し、約半年ぶりに活動を再開した。
2018年4月、双子コーデをコンセプトにしたアパレルブランド「Am!ever（アミーエバー）」をプロデュースし、発売した。
2024年5月、まこが東海オンエアのとしみつと結婚していたことを発表した。

## 作品

### CDシングル
- 『てをつなごうよ』（2016年10月12日発売。UICV-9212（初回限定盤 CD+DVD）、UICV-5057（通常盤 CD）。オリコン最高41位）
  - 「てをつなごうよ」 - まこみな作詞、EIGO作曲。別冊マーガレット連載漫画「てをつなごうよ」コラボ曲。2016年8月24日配信開始。
  - 「キミがいてよかった」 - まこみな作詞、EIGO作曲。スマホ向けパズルRPG「エレスト」テレビCMソング、calbeeじゃがりこタワーケーキスペシャルムービーソング、明治エッセルスーパーカップWEB限定ムービー『360°双子ダンス』使用曲。2016年7月6日配信開始。
  - 「じゃんじゃジャーンダンス」 - ケリー作詞、五戸力作曲。ベスト個別学院テレビCMソング。
  - 「高級メロンを食べに行こう」 - まこ作詞・作曲。初回限定盤のみに収録。

### フォトブック
- 『まこみな』（2016年2月5日、主婦と生活社）

### ミュージックビデオ
- キミがいてよかった
- てをつなごうよ

### アニメ
- 『おにゃんこポン』（TOKYO MX・MixChannel。2017年10月-12月 ） - チーフプロデューサー[24]。作品内で声優も務める。

## メディア出演

### インターネットテレビ
レギュラー出演のもの
- まこみな、オトナになってよ!!（2016年7月5日 - 12月27日、AbemaTV） - 火曜 20:00 - 21:00[25]
- お願いランキング#AbemaTV（2016年9月1日 - 10月27日、AbemaTV） - お笑いマンピンコン9月 - 10月度MC[26][27]

### テレビCM
- ベスト個別学院（2015-2016年）
- エレメンタルストーリー（2016年）

### プロモーション映像、ウェブCM
- まこみな スペシャルムービー song by MACO「ふたりずっと」 - 2015年12月3日公開
- 友よ 〜 この先もずっと…（ケツメイシ）まこみなver.（クレヨンしんちゃん25周年記念、映画「クレヨンしんちゃん 爆睡!ユメミーワールド大突撃」公開記念） - 2016年4月22日公開[28]
- 映画『青空エール』×『まこみな』コラボプロモーション映像 - 2016年8月8日公開[29]
- 郡山市「コ・コ・コ・コ・こおりやま♪」（うねめ牛・里の放牧豚篇、あさか舞・郡山ブランド野菜篇） - 2016年12月19日公開
- スーパースポーツゼビオ「【現代版雪やこんこん】まこみな「まこ」と東京女子流「新井ひとみ」が双子ダンス【踊ってみた】」[30]準備編/ゲレンデ編　- 2016年12月20日公開（準備編）、2017年1月6日公開（ゲレンデ編）
- 郡山市「郡山市観光PR映像」 - 2017年3月20日公開
- サントリーC.C.レモン「おうち盆躍り」 - 2017年7月2日公開[31]

## ライブ・イベント

### 単独
- まこみな誕生祭〜えっ20歳になるの？！〜（2018年2月12日、北参道ストロボカフェ）[32]

### 主な出演ライブ・イベント
- 超十代
  - 超十代 -ULTRA TEENS FES- 2016@TOKYO（2016年3月29日）[33]
  - 超十代 -ULTRA TEENS FES- 2018＠TOKYO（2018年3月27日）[34][35]
- a-nation Girls Summer Festival by GirlsAward（2016年7月29日、MC）[36]
- GirlsAward 2016 AUTUMN/WINTER（2016年10月8日、オープニングアクト）[37]
- 東北ドリームコレクション（2016年10月22日）
- 日テレ HALLOWEEN LIVE 2016（2016年10月29日）[38]

## その他
- キラッとプリ☆チャン 1～26話エンディング曲『プリティー☆チャンネル』(歌:わーすた)　エンディング振付